# Bugiardo (album)
| Recensione | Giudizio |
| ---------- | -------- |
| Rockit     |          |
| Rockol     | Positivo |

Bugiardo è il quarto album in studio del rapper italiano Fabri Fibra, pubblicato il 9 novembre 2007 dalla Universal Music Group.

## Descrizione
Il disco è composto da 17 brani prodotti da Big Fish, Nesli, Amadeus, DJ Nais, DJ Myke, Mastermaind dei Numeri2AndTheBand e Medeline. Tre di essi, Un'altra chance, Cento modi per morire e Le ragazze hanno rispettivamente le partecipazioni vocali di Alborosie, Metal Carter e Nesli.

Durante un'intervista del 2007, Fabri Fibra ha spiegato il titolo del disco, collegato alla brusca critica sociale e politica rivolta verso l'Italia nei testi del disco:

## Promozione
Contemporaneamente alla pubblicazione di Bugiardo, la rivista la Repubblica XL ha commercializzato un EP intitolato Nient'altro che la verità, costituito da un megamix dei brani La posta di Fibra, Bugiardo, Questa vita, La soluzione e Non provo più niente, il brano inedito Hip hop, In Italia e Questo è il nuovo singolo.
Il 9 maggio 2008 è stata pubblicata una riedizione dell'album intitolata Bugiardo², contenente le bonus track Arrivano e Hip hop e una nuova versione di In Italia realizzata con la collaborazione di Gianna Nannini ed estratto come unico singolo. Nel settembre 2008 Bugiardo ha raggiunto le 70 000 copie vendute, venendo pertanto certificato disco di platino.
Nella prima versione dell'album del 2007, l'ultimo brano dell'album Non provo più niente conteneva una traccia fantasma; nella riedizione di Bugiardo², pubblicata nel 2008, la traccia fantasma è stata rimossa per far spazio alle tracce inedite Arrivano e Hip hop. 

## Tracce
Testi di Fabrizio Tarducci, eccetto dove indicato.

### Prima edizione
1. Bugiardo – 4:05 (musica: Massimiliano Dagani, Luca Porzio)
2. La soluzione – 3:57 (musica: Stefano Breda)
3. Tu così bella non ce l'hai – 4:21 (musica: Antwan Thompson)
4. Andiamo a Sanremo – 5:13 (musica: Antwan Thompson)
5. Un'altra chance (feat. Alborosie) – 5:13 (testo: Fabrizio Tarducci, Alberto D'Ascola – musica: Massimiliano Dagani, Luca Porzio, Enrico Caruso)
6. Cento modi per morire (feat. Metal Carter) – 5:15 (testo: Fabrizio Tarducci, Marco De Pascale – musica: Antwan Thompson)
7. In Italia – 3:39 (musica: Massimiliano Dagani, Luca Porzio, Enrico Caruso)
8. Cattiverie – 3:13 (musica: Steve Fraschini, Rémi Tobbal)
9. Questo è il nuovo singolo – 3:26 (musica: Steve Fraschini, Rémi Tobbal)
10. La posta di Fibra – 5:00 (musica: Massimiliano Dagani, Luca Porzio)
11. Le ragazze (feat. Nesli) – 4:21 (testo: Fabrizio Tarducci, Francesco Tarducci – musica: Francesco Tarducci)
12. Non c'è tempo – 4:00 (musica: Massimiliano Dagani, Luca Porzio)
13. Sempre io – 3:41 (musica: Massimiliano Dagani, Luca Porzio)
14. Il più pazzo – 3:18 (musica: Steve Fraschini, Rémi Tobbal)
15. Questa vita – 3:28 (musica: Steve Fraschini, Rémi Tobbal)
16. Potevi essere tu – 3:51 (musica: Steve Fraschini, Rémi Tobbal)
17. Non provo più niente – 4:55 (musica: Aldino Di Chiano, Marco Micheloni, Gabriele Tardiolo) – contiene una traccia fantasma senza titolo

### Bugiardo²
1. Bugiardo – 4:05 (musica: Massimiliano Dagani, Luca Porzio)
2. La soluzione – 3:57 (musica: Stefano Breda)
3. Tu così bella non ce l'hai – 4:21 (musica: Antwan Thompson)
4. Andiamo a Sanremo – 5:13 (musica: Antwan Thompson)
5. Un'altra chance (feat. Alborosie) – 5:13 (testo: Fabrizio Tarducci, Alberto D'Ascola – musica: Massimiliano Dagani, Luca Porzio, Enrico Caruso)
6. Cento modi per morire (feat. Metal Carter) – 5:15 (testo: Fabrizio Tarducci, Marco De Pascale – musica: Antwan Thompson)
7. In Italia (feat. Gianna Nannini) – 3:29 (testo: Fabrizio Tarducci, Gianna Nannini – musica: Massimiliano Dagani, Luca Porzio, Enrico Caruso)
8. Cattiverie – 3:13 (musica: Steve Fraschini, Rémi Tobbal)
9. Questo è il nuovo singolo – 3:26 (musica: Steve Fraschini, Rémi Tobbal)
10. La posta di Fibra – 5:00 (musica: Massimiliano Dagani, Luca Porzio)
11. Le ragazze (feat. Nesli) – 4:21 (testo: Fabrizio Tarducci, Francesco Tarducci – musica: Francesco Tarducci)
12. Non c'è tempo – 4:00 (musica: Massimiliano Dagani, Luca Porzio)
13. Sempre io – 3:41 (musica: Massimiliano Dagani, Luca Porzio)
14. Il più pazzo – 3:18 (musica: Steve Fraschini, Rémi Tobbal)
15. Questa vita – 3:28 (musica: Steve Fraschini, Rémi Tobbal)
16. Potevi essere tu – 3:51 (musica: Steve Fraschini, Rémi Tobbal)
17. Non provo più niente – 3:13 (musica: Aldino Di Chiano, Marco Micheloni, Gabriele Tardiolo)
18. Arrivano – 4:06 (musica: Stefano Breda)
19. Hip hop – 3:38 (musica: Steve Fraschini, Rémi Tobbal)

## Formazione
Musicisti
- Fabri Fibra – voce
- Alborosie – voce aggiuntiva (traccia 5)
- Metal Carter – voce aggiuntiva (traccia 6)
- Nesli – voce aggiuntiva (traccia 11)
- Gianna Nannini – voce aggiuntiva (traccia 7 New Edition)
- Marco Zangirolami – arrangiamento
- Paolo Severini – chitarra
- Svedonio – chitarra (traccia 17)

Produzione
- Big Fish – produzione (tracce 1, 5, 7, 10, 12 e 13)
- DJ Nais – produzione (tracce 1, 5, 7, 10, 12 e 13)
- Mastermaind – produzione (tracce 2 e 18)
- Amadeus – produzione (tracce 3, 4 e 6)
- Enrico Caruso – produzione (traccia 5 e 7)
- Medeline – produzione (tracce 8, 9, 14, 15, 16 e 19)
- Nesli – produzione (traccia 11)
- DJ Myke – produzione (traccia 17)
- DJ Aladyn – produzione (traccia 17)

## Classifiche

### Classifiche settimanali
| Classifica (2007) | Posizione massima |
| ----------------- | ----------------- |
| Italia            | 6                 |

### Classifiche di fine anno
| Classifica (2008) | Posizione |
| ----------------- | --------- |
| Italia            | 40        |